# ارنست گرونوالد
ارنست گرونوالد (انگلیسی: Ernest Grunwald; ۲ نوامبر ۱۹۲۳ – ۲۸ مارس ۲۰۰۲) شیمی‌دان اهل ایالات متحده آمریکا بود.
وی همچنین برندهٔ جوایزی همچون کمک‌هزینه گوگنهایم شده‌است.